# Vitabäckshällorna
Vitabäckshällorna är ett naturreservat i Sjöbo kommun i Skåne län.
Området är skyddat sedan 1998 och omfattar 137 hektar. I en del av reservatet föreligger beträdnadsförbud från den 1 februari till 15 september.
Området ingår i EU:s ekologiska nätverk av skyddade områden, Natura 2000.